# Anikaitse pank
Anikaitse pank är en bergudde på östra Ösel i Estland. Den ligger i Ösels kommun i landskapet Saaremaa (Ösel), i den västra delen av landet, 140 km sydväst om huvudstaden Tallinn. Den ligger på Kübassaare poolsaar som utgör Ösels östligaste halvö. Före kommunreformen 2017 tillhörde den Pöide kommun.